# Amphiaraos

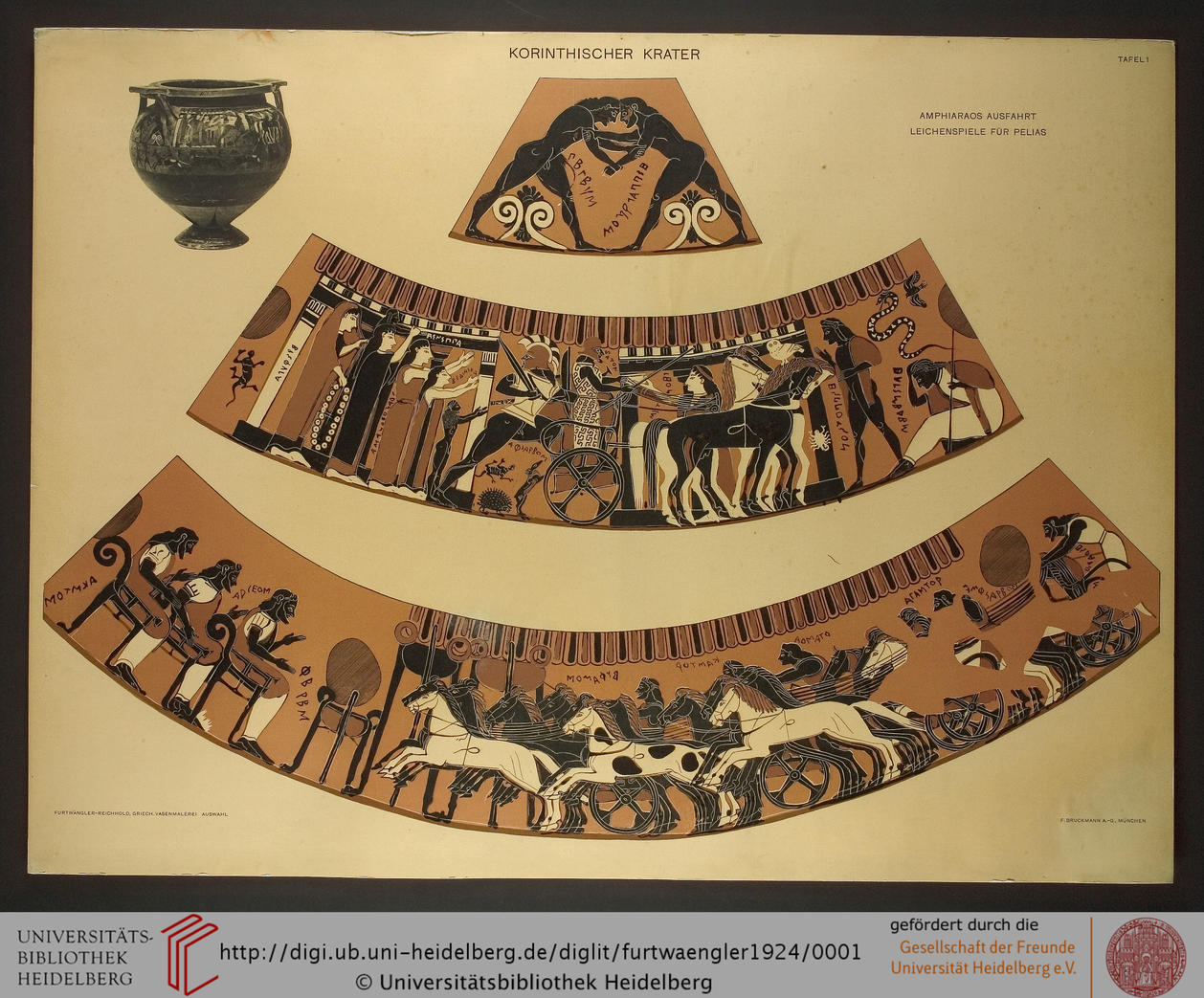
Déroulé des décorations d'un cratère à colonnes corinthien attique à figures noires datant de 570-560 av. J.-C. et attribué au peintre d'Amphiaraos. Une scène (au milieu sur l'image) montre le départ d'Amphiaraos pour la guerre des sept chefs.

Dans la mythologie grecque, Amphiaraos (en grec ancien Ἀμφιάραος / Amphiáraos) est un héros et devin argien. Il est l'un des meneurs de la guerre des sept chefs contre Thèbes, à laquelle il prend toutefois part contre son gré à la suite de la trahison de sa femme Ériphyle. Ses deux fils, Alcméon et Amphiloque, prendront part à la guerre des Épigones contre Thèbes.

## Mythe

### Auteurs grecs
Fils d'Oïclès, roi d'Argos, et d'Hypermnestre, fille de Thestios, Amphiaraos est aimé de Zeus, selon Homère, et est parfois présenté comme un fils d'Apollon, moyen d'expliquer son don de divination. Descendant de Mélampous, Amphiaraos est héritier d'une partie du territoire d'Argos. Amphiaraos est l'époux d'Ériphyle qui lui donne deux fils, Alcméon et Amphiloque.
Au moment du déclenchement de la guerre des sept chefs contre Thèbes, Amphiaraos sait, grâce à ses dons de divination, que l'ensemble des sept chefs doivent mourir en combattant, excepté Adraste : il se cache alors pour ne pas être recruté parmi les sept chefs. Mais Polynice, qui recrute des alliés en vue de cette expédition, soudoie Ériphyle en lui offrant en cadeau le collier d'Harmonie afin qu'elle dévoile où est caché son mari. Découvert, Amphiaraos obéit à contrecœur. Il se distingue au combat et meurt englouti par la terre avec son char, faveur de Zeus, le transformant ainsi en une divinité chthonienne. Alcméon et Amphiloque, les deux fils d'Amphiaraos et d'Ériphyle, participent à la seconde expédition contre Thèbes avec les Épigones, dix ans après la première guerre.
Sur ordre de son père, Alcméon prend la tête de la seconde expédition, nommée expédition des Épigones, il s'empare de Thèbes. À son retour, toujours pour exécuter les ordres de son père, il venge ce dernier en tuant sa propre mère (selon certaines sources, le matricide précède l'expédition) : à cause de ce meurtre, il est poursuivi de lieu en lieu par les Érinyes. À Psophis, en Arcadie, il est en partie purifié par Phégée, dont il épouse la fille, Arsinoé ; il lui donne le collier d'Harmonie qu'il a récupéré sur le corps de sa mère, Ériphyle, après l'avoir tuée.

### Auteurs romains
Virgile, dans l’Énéide, fait d'Amphiaraos le père de Catillus et le grand-père de Tiburtus, fondateur de la ville de Tibur, près de Rome, en Italie,.

### Culte héroïque

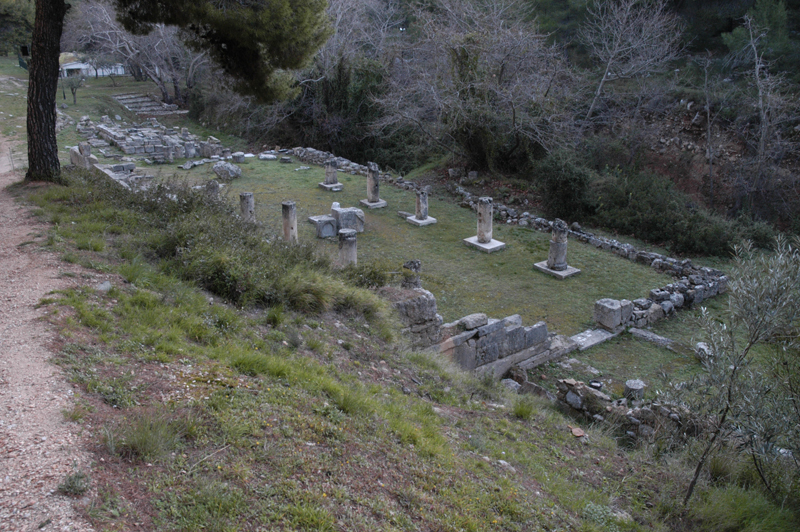
Ruines de l'Amphiaréion d'Oropos.

Amphiaraos fait l'objet d'un culte héroïque chthonien à Thèbes, dans un sanctuaire déplacé à l'Amphiaréion d'Oropos, dans le nord de l'Attique. Il y était considéré comme un dieu guérisseur et divinateur et était associé à Asclépios. L'aspect guérisseur et divinateur d'Amphiaraos venait de son ascendance : il descendait du grand voyant Mélampous. Après avoir sacrifié quelques pièces de monnaie, ou parfois un bélier, au temple, un pétitionnaire dormait à l'intérieur  et recevait un rêve détaillant la solution au problème. L'oracle était célèbre. 
Les Amphiaraia (ἀμφιαράϊα) était des concours célébrés à Oropos en honneur d'Amphiaraos. Ils furent réorganisés par le politicien romain Sylla après la première guerre mithridatique.

## Évocation cinématographique

#### Auteurs antiques
- Homère, Odyssée [détail des éditions] [lire en ligne], XV (243-245).
- Pseudo-Apollodore, Bibliothèque [détail des éditions] [lire en ligne], 3, 4-6, 2 sq.

#### Ouvrages contemporains
- Edith Hamilton (trad. de l'anglais par Abeth de Beughem), La Mythologie, éd. Marabout, 1978 (ISBN 978-2-501-00264-6), p. 23-24.
- Luc Brisson (dir.) (trad. du grec ancien), Platon, Œuvres complètes : Axiochos, Paris, Éditions Flammarion, 2008 (1re éd. 2006), 2204 p. (ISBN 978-2-08-121810-9).
- Homère (trad. du grec ancien par Victor Bérard), L’Odyssée, Éditions Gallimard, 1993 (1re éd. 1956) (ISBN 2-07-010261-0).
- Virgile (trad. du latin par Maurice Lefaure, préf. Sylvie Laigneau), L'Énéide, Le Livre de poche, coll. « Classiques », 2004, 574 p. (ISBN 978-2-253-08537-9).
- Émile Chambry, Émeline Marquis, Alain Billault et Dominique Goust (trad. du grec ancien par Émile Chambry), Lucien de Samosate : Œuvres complètes, Paris, Éditions Robert Laffont, coll. « Bouquins », 2015, 1248 p. (ISBN 978-2-221-10902-1).
- Pierre Sineux, Amphiaraos, guerrier, devin et guérisseur, Paris, Les Belles Lettres, coll. « Vérité des mythes », 2007, 284 p. (ISBN 978-2-251-32441-8, ISSN 0993-3794, BNF 40947521).
- Robert Graves, Les Mythes grecs, vol. II, Fayard, coll. « Pluriel », 1967 (ISBN 2-01-009292-9), p. 13 à 18
- (grc + fr) Xénophon (trad. E. Delebecque), L'Art de la chasse, Les Belles Lettres, 2003, 207 p. (ISBN 2-251-00343-6), page 52.
- Michael Grant et John Hazel (trad. de l'anglais par Etienne Leyris), Dictionnaire de la mythologie [« Who’s Who in classical mythology »], Paris, Marabout, coll. « Savoirs », 1955 (ISBN 2-501-00869-3), p. 23-24.
- Pierre Commelin, Mythologie grecque et romaine [détail des éditions] [lire en ligne].p. 185 e.a. et passim
- Ernest Vinet, « Amphiaraüs, fragment d'une mythologie d'art », Revue archéologique, Paris, 1872.